# Zoé Vergé-Dépré
 (août 2018).
Si vous disposez d'ouvrages ou d'articles de référence ou si vous connaissez des sites web de qualité traitant du thème abordé ici, merci de compléter l'article en donnant les références utiles à sa vérifiabilité et en les liant à la section « Notes et références ».
Zoé Vergé-Dépré, née le 23 février 1998, est une joueuse suisse de beach-volley. Elle participe aux Jeux olympiques d'été de 2024 à Paris avec Esmée Böbner.

## Biographie
Zoé Vergé-Dépré naît le 23 février 1998.
Sa sœur aînée, Anouk Vergé-Dépré, est également une joueuse professionnelle de beach-volley.

## Carrière
Elle commence le volley-ball salle avec Volley Köniz avant de passer au beach-volley. En 2015, elle remporte ses premières médailles dans des compétitions de jeunes talents en Suisse. En 2016, elle termine neuvième du championnat d'Europe des moins de 22 ans à Antalya avec Selina Marolf.
Depuis 2017, elle forme un duo avec Esmée Böbner. Böbner/Vergé-Dépré ont obtenu divers résultats dans le top 10 du Coop Beachtour national, dont une troisième place à Rorschach. Elles se sont ainsi qualifiés pour le championnat suisse à Berne, où elles se sont classés quatrièmes. Au niveau international, elles ont respectivement terminé neuvième au Championnat du monde des moins de 21 ans à Nanjing et au Championnat d'Europe des moins de 20 ans à Vulcano. Vergé-Dépré a également obtenu le même résultat avec Laura Caluori lors du tournoi CEV-Satellite à Vaduz. Dans son pays, elle a été élue Youngster de l'année.
En 2018, Böbner/Vergé-Dépré ont joué quelques petits tournois sur le FIVB World Tour et ont terminé neuvième au tournoi 1 étoile à Anapa. Lors du championnat du monde des étudiants à Munich, elles ont terminé quatrième. Ensuite, Vergé-Dépré a participé avec sa sœur, dont la partenaire était blessée, au Championnat d'Europe aux Pays-Bas et s'est hissée jusqu'en huitième de finale. Une semaine plus tard, Böbner/Vergé-Dépré ont également terminé neuvièmes aux championnats d'Europe des moins de 22 ans à Jūrmala. Les jeunes Suissesses ont remporté le tournoi 1 étoile de Ljubljana et se sont classées quatrième lors des tournois de même niveau de Vaduz et Montpellier. Au niveau national, elles ont également connu le succès. Elles ont atteint la finale à Rorschach et ne se sont inclinées qu'en finale du championnat suisse contre Betschart/Hüberli.
Sur le World Tour 2019, elles ont participé à divers tournois avec des catégories allant jusqu'à quatre étoiles et aux finales à Rome, mais n'ont généralement pas dépassé les tours de qualification et n'ont pas obtenu de résultats dans le top 10. Lors du championnat d'Europe des moins de 22 ans à Antalya, elles ont terminé cinquième. Lors du Coop Beachtour 2019, elles ont remporté le tournoi de Locarno et ont atteint la finale à Zurich. Le championnat suisse s'est terminé pour elles en quart de finale.
En 2020, Böbner/Vergé-Dépré n'ont eu comme tournoi international que celui de Baden, où elles se sont classés treizièmes. La série de tournois nationaux en Suisse ayant été annulée en raison de la pandémie de COVID-19, elles se sont présentés à deux tournois par équipe de haut niveau du Comdirect Beach Tour 2020 allemand et ont terminé cinquièmes à Hambourg et Düsseldorf. Début 2021, elles étaient de nouveau actives en Allemagne. Lors du German Beach Trophy, elles ont manqué les quarts de finale des playoffs en tant que huitième du groupe. En février, au même endroit, elles ont rencontré le duo tchèque Hermannová/Sluková au Nations Clash et ont terminé dernières d'une équipe tchéco-suisse composée de Kubíčková/Kvapilová. Lors des événements quatre étoiles à Doha et Cancun, les Suissesses se sont imposées lors des qualifications et ont terminé dix-septièmes, comme à Gstaad, après avoir survécu au tour de poule. Lors du Championnat d'Europe, elles ont atteint les huitièmes de finale.
Lors du nouveau World Beach Pro Tour 2022, elles ont atteint le dernier carré de deux tournois Challenge. Lors du Championnat du monde, elles ont terminé dix-septièmes et lors des Championnats d'Europe de beach-volley 2022, elles ont réussi à égaler leur résultat de l'année précédente. 
Lors de leur troisième participation à l'Elite16 à Hambourg, elles ont accédé pour la première fois à la compétition principale, puis aux quarts de finale lors de la compétition équivalente suivante dans la capitale française. En 2023, elles ont atteint le tour final du Challenge à Itapema et, à Jūrmala, elles ont atteint la finale pour la première fois dans un tournoi du Pro Tour. Elles ont terminé à la cinquième place du Championnat continental et se sont arrêtées en huitième de finale du Championnat du monde. Lors de la saison suivante, Esmée et Zoé ont remporté le Challenge à Guadalajara. Il s'agissait de leur première victoire sur le Pro Tour. Leur médaille de bronze au tournoi de Brasília a été au moins aussi précieuse. Il s'agissait non seulement de leur premier podium dans un événement Elite16, mais aussi de leur première participation à une demi-finale dans les tournois les mieux classés (quatre et cinq étoiles, Elite16) de la FIVB série mondiale.
Esmée et Zoé participent aux Jeux olympiques d'été de 2024 à Paris où elles sont éliminées en quart de finale.